# 加洛林帝国
加洛林帝国 （公元800–888年） 是中世纪早期欧洲西部和中部的帝国。

## 简介
加洛林帝国被加洛林王朝统治，加洛林家族从751年开始成为法兰克国王，774年开始成为意大利伦巴底国王。800年，法兰克国王查理曼在罗马被教宗良三世加冕为皇帝。在西方恢复罗马帝国，东罗马帝国势力影响不到中欧和西欧。在虔诚者路易死后840–43的内战中，帝国分裂为数个王国，一个国王继续有皇帝的头衔，但势力影响不到其他王国。统一的帝国和加洛林王朝的世袭权继续被承认。
884年，胖子查理最后一次统一了帝国，887年，帝国再次分裂。国王是私生子，继承皇帝的头衔。东法兰克王国在911年结束了加洛林王朝的统治。加洛林王朝在西法兰克王国于898年恢复统治，统治到987年，922年—936年被罗贝尔、拉乌尔一度中断。
帝国的规模在其成立之初就在1,112,000平方（429,000平方英里），人口在1000万到2000万之间。疆界南至科尔多瓦（824年之后是潘普洛納王国），北至丹麦; 西部有与布列塔尼公国一个短的陆地边界，东部和斯拉夫人、阿瓦尔人有漫长的边界，他们被帝国击败，大片领土归入帝国。在南意大利，加洛林帝国宣称的主权被东罗马帝国和伦巴德王国的残余贝内文托公国统治。
“加洛林帝国”是现代称谓，帝国的官方语言是拉丁语，当时被称为 universum regnum（“普世王国”，与区域王国对立）、Romanorum sive Francorum imperium（“罗马人和法兰克人的帝国”）、Romanum imperium（“罗马帝国”）或 imperium christianum（“基督教帝国”）。

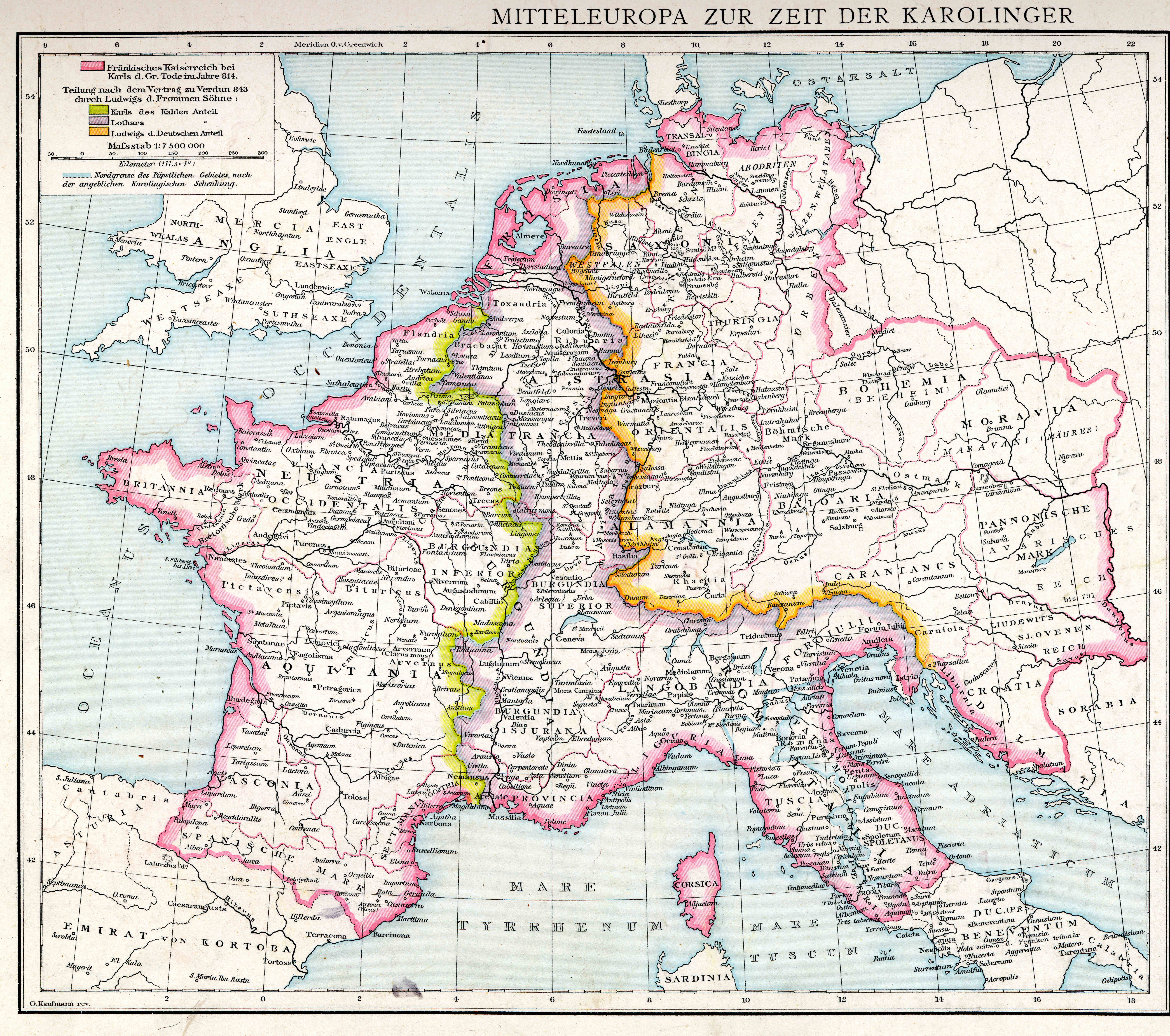
843年帝国分裂

## 皇帝列表
| 图像 | 名字                    | 加冕                                      | 去世         | 钱币 |
| ---- | ----------------------- | ----------------------------------------- | ------------ | ---- |
|      | 查理一世 （查理曼）     | 800年12月25日                             | 814年1月28日 |      |
|      | 路易一世 （虔诚者路易） | 第一次：813年9月11日 第二次：816年10月5日 | 840年6月20日 |      |
|      | 洛泰尔一世              | 823年4月5日                               | 855年9月29日 |      |
|      | 路易二世                | 第一次：850年復活節 第二次：872年5月18日  | 875年8月12日 |      |
|      | 查理二世 （秃头查理）   | 875年12月29日                             | 877年10月6日 |      |
|      | 查理三世 （胖子查理）   | 881年2月12日                              | 888年1月13日 |      |